# Gigantorhynchida
Gigantorhynchida, red parazitskih crva iz razreda Archiacanthocephala. Sastoji se od jedne porodice, Giganthorhynchidae, koja obuhvaća dva roda, Gigantorhynchus sa 6 vrsta i Mediorhynchus s 45 vrsta.
Gigantorhynchus 
Vrste
- Gigantorhynchus echinodiscus
- Gigantorhynchus lopezneyrai
- Gigantorhynchus lutzi
- Gigantorhynchus ortizi
- Gigantorhynchus pasteri
- Gigantorhynchus ungriai

Mediorhynchus 
Vrste 
- Mediorhynchus alecturae
- Mediorhynchus cambellensis
- Mediorhynchus centurorum
- Mediorhynchus conirostris
- Mediorhynchus corcoracis
- Mediorhynchus edmondsi
- Mediorhynchus emberizae
- Mediorhynchus empodius
- Mediorhynchus gallinarum
- Mediorhynchus giganteus
- Mediorhynchus grandis
- Mediorhynchus indicus
- Mediorhynchus kuntzi
- Mediorhynchus lagodekhiensis
- Mediorhynchus leptis
- Mediorhynchus lophurae
- Mediorhynchus mattei
- Mediorhynchus meiringi
- Mediorhynchus micranthus
- Mediorhynchus mirabilis
- Mediorhynchus muritensis
- Mediorhynchus najasthanensis
- Mediorhynchus numidae
- Mediorhynchus orientalis
- Mediorhynchus oswaldocruzi
- Mediorhynchus otidis
- Mediorhynchus papillosus
- Mediorhynchus passeris
- Mediorhynchus pauciuncinatus
- Mediorhynchus petrochenkoi
- Mediorhynchus pintoi
- Mediorhynchus rajasthanensis
- Mediorhynchus robustus
- Mediorhynchus rodensis
- Mediorhynchus sharmai
- Mediorhynchus sipocotensis
- Mediorhynchus taeniatus
- Mediorhynchus tanagrae
- Mediorhynchus tenuis
- Mediorhynchus textori
- Mediorhynchus turnixena
- Mediorhynchus vaginatus
- Mediorhynchus vancleavei
- Mediorhynchus wardi
- Mediorhynchus zosteropis